# Alan Gibson
Alan Gibson (London, Ontario, Canadà, 28 d'abril de 1938 − Londres, Regne Unit, 5 de juliol de 1987) va ser un director de cinema canadenc.

## Filmografia
Les seves pel·lícules més destacades són:
- 1965: 199 Park Lane (sèrie TV)
- 1966: A Separate Peace (TV)
- 1966: Eh, Joe? (TV)
- 1968: Journey to Midnight
- 1969: The English Boy (TV)
- 1970: Crescendo
- 1970: Goodbye Gemini
- 1971: The Silver Collection (TV)
- 1972: Dràcula 72 (Dracula A.D. 1972)
- 1974: The Playboy of the Western World (TV)
- 1974: The Satanic Rites of Dracula
- 1976: Dangerous Knowledge (TV)
- 1977: Checkered Flag or Crash
- 1979: Churchill and the Generals (TV)
- 1980: The Two Faces of Evil (TV)
- 1982: A Woman Called Golda (TV)
- 1982: Witness for the Prosecution (TV)
- 1984: El dia d'en Martin (Martin's Day)
- 1984: Helen Keller: The Miracle Continues (TV)
- 1987: The Charmer (fulletó TV)